# Das Geheimnis des blinden Meisters
Das Geheimnis des blinden Meisters (Originaltitel: Circle of Iron, auch bekannt als The Silent Flute) ist ein US-amerikanischer Fantasyfilm aus dem Jahr 1978. Der Film kam in Deutschland nie in die Kinos und wurde erstmals am 31. Oktober 1986 im Fernsehen gezeigt.

## Handlung
Der Krieger Cord sucht nach dem Buch der Weisheit, das sich im Besitz des legendären Zetan befindet. Unterwegs in einer exotischen Welt, die kulturell eine Mischung aus Ostasien und einem antiken Europa darstellt, begegnet er immer wieder dem mysteriösen blinden Meister, der eine große Bambusflöte bei sich trägt.

## Kritik
Das Lexikon des Internationalen Films bezeichnet das Werk als „versponnene(n) Fantasy-Film mit Kung-Fu-Einlagen und ironisch gemeinter fernöstlicher Lebensweisheit“ und meint: „Ob die schräge Komik der Geschichte beabsichtigt ist, läßt sich nicht immer mit Sicherheit feststellen.“

## Bemerkungen
- Der Film wurde 1978 für den Saturn Award in der Kategorie Best Foreign Film nominiert.

- Der Film basiert auf einem Drehbuch von Bruce Lee, der den Film ursprünglich in Indien mit James Coburn drehen wollte. Jahre nach dem Tod von Bruce Lee wurde die Geschichte (etwas abgeändert) schließlich in den Wüstengebieten von Israel verfilmt. Laut Bruces Frau Linda Lee Cadwell war der Film allerdings weit von dem entfernt, was Bruce sich vorgestellt hatte.

- David Carradine spielt außer dem blinden Meister noch drei weitere Rollen, einen Affenmenschen, einen Nomaden-König und den Tod – alle vier Rollen sollten im ursprünglichen Projekt von Bruce Lee gespielt werden.